# 托米·奥蘇利文
托米·奥蘇利文（英語：Tommy O'Sullivan；1995年1月18日—）是一位威爾士足球運動員。在場上的位置是中場。他現在效力於英乙球隊科尔切斯特，但被外借至英格蘭足球甲級聯賽球隊韦尔港。他也代表威爾士各級國青隊參賽。

## 外部連結
- 足球数据库：托米·奥蘇利文的球员统计数据